# Rafael Capote
Rafael Da Costa Capote (5 de octubre de 1987, La Habana, Cuba), más conocido como Rafa Capote, es un jugador profesional de balonmano cubano nacionalizado catarí. Actualmente juega en el Al Duhail SC en la posición de lateral izquierdo, además de ser un miembro habitual de la selección de Catar.
Fue miembro de la selección de Catar que consiguió la medalla de plata en el Campeonato del Mundo de 2015, donde fue elegido mejor lateral izquierdo del torneo.

## Palmarés internacional
| Campeonato Mundial  | Campeonato Mundial | Campeonato Mundial | Campeonato Mundial |
| Año                 | Lugar              | Medalla            |                    |
| ------------------- | ------------------ | ------------------ | ------------------ |
| 2015                | Catar              | Medalla de plata   |                    |
| Juegos Asiáticos    |                    |                    |                    |
| Año                 | Lugar              | Medalla            |                    |
| 2014                | Incheon            | Medalla de oro     |                    |
| 2018                | Yakarta            | Medalla de oro     |                    |
| 2022                | Hangzhou           | Medalla de oro     |                    |
| Campeonato Asiático |                    |                    |                    |
| Año                 | Lugar              | Medalla            |                    |
| 2014                | Manama             | Medalla de oro     |                    |
| 2016                | Manama             | Medalla de oro     |                    |
| 2018                | Suwon              | Medalla de oro     |                    |
| 2020                | Ciudad de Kuwait   | Medalla de oro     |                    |
| 2022                | Dammam             | Medalla de oro     |                    |
| 2024                | Baréin             | Medalla de oro     |                    |

## Biografía
Rafael Capote comenzó su periplo en el balonmano europeo en Italia, en el Pallamano Conversano. Allí llegó en 2007 procedente de su país natal. Estuvo dos años donde consiguió una Copa de Italia, anotando 7 goles en la final de dicho torneo, y un Handball Trophy, ambos en el año 2009.
La temporada 2009/10 fichó por el Balonmano Ciudad Encantada de la Liga ASOBAL. En Cuenca estuvo dos temporadas, siendo el 5.º máximo goleador de la Liga la temporada 2010/11 con 154 goles, hasta que fichó por el Naturhouse La Rioja. En su nuevo equipo se confirmó como uno de los mejores laterales izquierdos de la competición, pero las lesiones le lastraron continuamente. En su tercer año en Logroño, se ausentó un par de días en noviembre de 2013 para cerrar su fichaje por El Jaish SC, que pagó la cláusula de rescisión del jugador.
Capote inició entonces una nueva aventura en Catar y se nacionalizó catarí de cara al Campeonato del Mundo de 2015 donde Catar sería la anfitriona, aunque ese mismo disputaría el Campeonato de Asia proclamándose campeón con Catar. En el Mundial, Catar ganó su primer encuentro contra Brasil por 28-23 con 4 goles de Capote. En la primera fase ganaría todos los encuentros excepto frente a la campeona del mundo por entonces, España. En los octavos de final ganaron a Austria con una gran actuación de Capote que anotó 7 goles. En la siguiente ronda vencieron con apuros a Alemania para pasar a las semifinales por primera vez en su historia. Al final, la selección se clasificó para la final con 6 goles de Capote frente a Polonia, siendo el máximo goleador de su selección. En la final, Catar perdió contra Francia, pero Rafa Capote fue elegido en el 7 ideal del torneo por sus excelentes acciones, además de acabar 5.º máximo goleador del Mundial.

## Trayectoria
- Sao Caetano (2007-2008)
- Pallamano Conversano (2008-2009)
- Balonmano Ciudad Encantada (2009-2011)
- Naturhouse La Rioja (2011-2013)
- El Jaish SC (2013-2018)
- Al Duhail SC (2018- )

## Palmarés

### Pallamano Conversano
- Copa de Italia (2009)
- Handball Trophy (2009)

### Consideraciones personales
- Mejor Lateral Izquierdo del Mundial (1): Catar 2015